# Collaboratori di giustizia di Cosa nostra
Questa lista è suscettibile di variazioni e potrebbe essere incompleta o non aggiornata.

Di seguito, un elenco dei collaboratori di giustizia di Cosa nostra in ordine cronologico dal momento in cui è iniziata la collaborazione con lo Stato italiano. La legge sulla figura del Collaboratore di giustizia in Italia viene emanata nel 1980, aggiornata una prima volta nel 1991, ed un'ultima volta nel 2001. L'elenco parte quindi dagli anni 1980.
Dall'entrata in vigore della legge 15 marzo 1991, n. 82, il livello dei collaboratori di giustizia di estrazione siciliana è arrivato a toccare la cifra record di 428 unità nel 1996 (la più alta rispetto alle altre associazioni criminali italiane) per poi calare sensibilmente negli anni successivi. Oggi, solo il 25% dei collaboratori di giustizia proviene da una militanza in Cosa nostra, dietro al 40% provenienti dalla camorra e davanti al 15% provenienti dalla 'ndrangheta.

## Ante Litteram
- Salvatore D'Amico (1878), faceva parte della “fratellanza degli stuppagghieri” di Monreale che erano in guerra contro i "fratuzzi” di Bagheria e perciò iniziò a temere per la propria vita, decidendo di dire quello che sapeva ai giudici. Fu ucciso a colpi di lupara pochi giorni dopo la sua confessione.[3][4]
- Melchiorre Allegra (1937), medico di Castelvetrano, confessò agli uomini dell'Ispettorato di P.S. la composizione di diverse "famiglie" mafiose ma le sue dichiarazioni non ebbero alcuna conseguenza e divennero di dominio pubblico soltanto nel 1962 grazie al lavoro del giornalista Mauro De Mauro.[5]
- Giuseppe Luppino (1958), di Campobello di Mazara, scrisse un lungo memoriale che presentò ai carabinieri in cui accusava i membri della cosca mafiosa di cui aveva fatto parte di svariati crimini ma subito dopo questa confessione fu ucciso in un agguato.[6][7][8]
- Luciano Raia (1966), di Corleone, in passato gregario al servizio del dottor Michele Navarra insieme ai suoi fratelli, scelse di collaborare con il giudice istruttore Cesare Terranova e con il vicequestore Angelo Mangano accusando Luciano Liggio e la sua banda ma i giudici di Bari non gli credettero perché nel frattempo, forse indotto a simulare la pazzia, era ricoverato in un ospedale psichiatrico in quanto ritenuto un malato di mente e un omosessuale da svariate perizie psichiatriche, oltre che da gente di Corleone che lo conosceva.[9][10]
- Leonardo Vitale (1973), detto "il Joe Valachi di Altarello", nel marzo 1973 si presentò spontaneamente in questura e, con le sue confessioni, portò all'arresto di quaranta mafiosi delle borgate palermitane di Altarello e Danisinni.[11] Dichiarato seminfermo di mente e rinchiuso in un manicomio criminale, non venne creduto ma la vendetta mafiosa lo raggiunse ugualmente nel 1984, quando venne assassinato.[12][13]

## Anni '80

Tommaso Buscetta.

- Stefano Calzetta (1982), collaborò nella ricostruzione delle estorsioni e degli omicidi ordinati dalla feroce cosca di Corso dei Mille a Palermo.[14][15][16] Ritrattò le sue confessioni e simulò la pazzia, vivendo come un barbone per il resto dei suoi giorni.[17]
- Vincenzo Sinagra (1983), collaborò nella ricostruzione degli omicidi commessi dalla cosca di Corso dei Mille e consentì agli inquirenti di scoprire la "camera della morte" di piazza Sant'Erasmo dove i nemici della "famiglia" venivano torturati ed uccisi. Collaborò nel maxiprocesso di Palermo e fu condannato a 21 anni di reclusione[18].
- Salvatore Coniglio (1983), figlio di Angela Russo, 76 anni, soprannominata «nonna eroina» per il compito che le era stato affidato di andar su e giù per l'Italia con carichi di droga senza dar nell'occhio per la sua età avanzata. Coniglio, con le sue dichiarazioni, fece arrestare 53 mafiosi e, per vendetta, gli uccisero il fratello Mario.[19][20][21]
- Salvatore Anselmo (1984), appartenente alla banda di «nonna eroina» come Salvatore Coniglio, rese anch'egli importanti dichiarazioni sul ruolo di Cosa nostra nel traffico di stupefacenti ma fu subito assassinato mentre si trovava agli arresti domiciliari davanti agli occhi della moglie e dei figli.[20]
- Tommaso Buscetta (1984), detto "il boss dei due mondi", uno dei più celebri collaboratori di giustizia nella storia di Cosa nostra. Scelse di collaborare con il giudice Giovanni Falcone dopo che i Corleonesi di Salvatore Riina, non potendo arrivare a lui, gli uccisero due figli, il genero, un fratello ed un nipote. Le sue dichiarazioni portarono all'operazione San Michele con 366 arresti effettuati, oltre a Palermo, anche a Roma, Milano e Frosinone.[22][23] Collaborò nel maxiprocesso di Palermo e nel processo "Pizza connection" negli Stati Uniti e, poi, nuovamente in Italia nei processi Andreotti e Contrada.
- Salvatore Contorno (1984), collaborò con il giudice Giovanni Falcone nell'operazione San Crispino, che portò a 127 mandati di cattura e 56 arresti eseguiti tra Palermo, Roma, Bari e Bologna.[24] Collaborò nel maxiprocesso di Palermo e nel processo "Pizza connection". Arrestato prima nel 1989 e poi nuovamente nel 1997 perché tornato a delinquere, è stato espulso dal programma di protezione.[25]
- Vincenzo Marsala (1984), di Vicari (PA), collaborò nel maxiprocesso-bis contro le cosche di Caccamo e Vicari.[26][27]
- Carlo De Caro (1986), consentì di arrestare 17 mafiosi della "famiglia" di Partanna-Mondello.[28]
- Giuseppe Alleruzzo (1987), di Paternò (CT), collaborò con il sostituto procuratore Giuseppe Gennaro nell'operazione Adrano, con 66 arresti.[29]

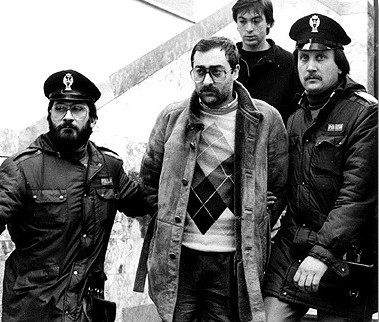
Francesco Marino Mannoia.

- Antonino Calderone (1988), fratello di Giuseppe (capo-famiglia di Catania ucciso nel 1978), collaborò con il giudice Falcone e consentì l'emissione di 170 mandati di cattura in tutta la Sicilia.[30]
- Francesco Marino Mannoia (1989), collaborò con il giudice Falcone e, per ritorsione, gli uccisero la madre, la sorella e la zia. Le sue dichiarazioni produssero 14 mandati di cattura e 50 avvisi di garanzia eseguiti tra Palermo, Roma e Napoli.[31][32] Collaborò nel processo "Iron Tower" negli Stati Uniti[33] e, poi, nei processi Andreotti[34], Contrada e "Golden Market" in Italia.[35]
- Giuseppe Pellegriti (1989), di Adrano (CT), consentì 86 arresti nel «triangolo della morte» tra Adrano, Paternò e Biancavilla[36]. Rese dichiarazioni anche sugli omicidi dalla Chiesa, Mattarella e Fava ma il giudice Giovanni Falcone lo incriminò per calunnia in quanto scoprì che mentiva.[37]
- Rosario Spatola (1989), di Campobello di Mazara (TP). Collaborò prima con il procuratore Paolo Borsellino e dopo con il sostituto procuratore Francesco Taurisano. Fecero scalpore le sue accuse nei confronti di alcuni politici, che però non trovarono riscontro. Collaborò nel processo Contrada. Nel 1997 fu arrestato ed espulso dal programma di protezione[38].

## Anni '90
- Vincenzo Calcara (1991), di Castelvetrano (TP), collaborò con il procuratore aggiunto Paolo Borsellino nell'operazione Palma con 43 arresti.[39]
- Gaspare Mutolo (1992), iniziò a collaborare con il giudice Paolo Borsellino e le sue dichiarazioni confluirono nell'operazione Golden Market del 1994[35]. Collaborò al processo Contrada.
- Leonardo Messina (1992), di San Cataldo (CL), iniziò a rendere dichiarazioni al giudice Paolo Borsellino. Collaborò all'operazione Leopardo con 200 ordini di cattura e un centinaio di avvisi di garanzia in tutta Italia.[40] Collaborò nel processo Andreotti e in quello sulla strage di Capaci.
- Giuseppe Marchese (1992), cognato di Leoluca Bagarella, collaborò nell'operazione Golden Market e testimoniò al processo Contrada.[35]
- Giovanni Drago (1992), collaborò nell'operazione Golden Market.[35]
- Paolo Severino (1992), collaborò nell'operazione Leopardo[41].
- Claudio Severino Samperi (1993), collaborò all'operazione Orsa Maggiore nei confronti degli affiliati a Cosa nostra catanese[42]. Nel 1997 fu arrestato insieme a Maurizio Avola per alcune rapine.[43]
- Salvatore Cancemi (1993), collaborò nel processo Dell'Utri e in quelli relativi alle stragi di Capaci e di via d'Amelio.[44] Controversa fu la sua scelta, presa dopo alcuni anni dall'inizio della collaborazione, di autoaccusarsi di gravi crimini che aveva in un primo momento taciuto, come la strage di via d'Amelio.[45]
- Baldassare Di Maggio (1993), collaborò nell'operazione Belva che portò all'arresto di Salvatore Riina. Collaborò nel processo Andreotti ma non fu considerato attendibile. Nel 1997 commise alcuni omicidi mentre era nel programma di protezione e fu condannato all'ergastolo.[46]
- Mario Santo Di Matteo (1993), di Altofonte (PA), collaborò nelle indagini per la strage di Capaci e, per ritorsione, fu sequestrato ed ucciso il figlio Giuseppe. Nel 1997 fu arrestato insieme a Gioacchino La Barbera perché sospettati di voler tornare a delinquere e quindi entrambi espulsi dal programma di protezione.[47]
- Gioacchino La Barbera (1993), di Altofonte (PA), collaborò nelle indagini per la strage di Capaci e, per ritorsione, fu ucciso il padre Girolamo. Nel 1997 fu arrestato insieme a Mario Santo Di Matteo perché sospettati di voler tornare a delinquere e quindi entrambi espulsi dal programma di protezione.[47]
- Francesco Pattarino (1993), di Siracusa, figlio illegittimo del boss catanese Francesco Mangion, collaborò all'operazione Orsa Maggiore.[48]
- Marco Favaloro (1993), confessò l'omicidio dell'imprenditore Libero Grassi[49].
- Pietro Scavuzzo (1994), di Vita (TP), collaborò nell'operazione Petrov e la sua testimonianza confluì nel processo Contrada.[50]
- Pietro Romeo (1994), consentì di arrestare i responsabili delle stragi di Roma, Firenze e Milano del 1993.[51]
- Salvatore Grigoli (1994), confessò l'omicidio del parroco Pino Puglisi e il sequestro del piccolo Giuseppe Di Matteo.[52]
- Luigi Sparacio (1994)[53], di Messina. Nel 2000 fu arrestato perché tornato a delinquere insieme a due giudici accusati di favoreggiamento.[54][55]
- Giuseppe Pulvirenti (1994), di Belpasso (CT).[56]
- Filippo Malvagna (1994), di Belpasso (CT), nipote di Giuseppe Pulvirenti, depose al processo Orsa Maggiore e in quello relativo alla strage di Capaci[57].
- Maurizio Avola (1994), confessò l'omicidio del giornalista Pippo Fava e le sue dichiarazioni confluirono nel processo Orsa Maggiore.[58] Nel 1997 fu arrestato insieme a Claudio Severino Samperi per alcune rapine.[43]
- Gioacchino Pennino (1994), con le sue rivelazioni fece arrestare il deputato Calogero Mannino, poi assolto definitivamente dall'accusa di concorso esterno in associazione mafiosa.[59] Testimoniò nei processi Andreotti e Contrada.
- Vincenzo Scarantino (1994), confessò il proprio ruolo nella strage di via d'Amelio e fece condannare all'ergastolo cinque innocenti, ritrattando più volte queste accuse[60]. Nel 2009 ammise di essere stato costretto a dichiarare il falso perché seviziato e minacciato dai poliziotti che conducevano le indagini.[61]
- Orlando Galati Giordano (1994), di Tortorici (ME), con le sue dichiarazioni contribuì all'operazione Mare Nostrum, con 223 ordinanze di custodia cautelare che colpirono le cosche delle Madonie e dei Nebrodi[62]. Nel 1997 fu arrestato per traffico di droga e gli venne revocato il programma di protezione.[43][63]
- Emanuele Di Filippo (1995), fratello di Pasquale.[64]
- Pasquale Di Filippo (1995), collaborò all'arresto di Leoluca Bagarella e di altri mafiosi.[64]

- Antonio Calvaruso (1995)
- Tullio Cannella (1995)

Giovanni Brusca.

- Giovanni Brusca (1996), inizialmente cercò di depistare gli inquirenti con false dichiarazioni ma, sotto la minaccia di una denuncia per calunnia, decise di intraprendere un serio percorso di collaborazione[65][66]. Collaborò all'arresto dei latitanti Carlo Greco e Pietro Aglieri.[51] Confessò 150 omicidi e testimoniò in vari processi: Andreotti, Dell'Utri, Contrada e in quelli sulle stragi del biennio '92-'93.[67]
- Enzo Brusca (1996), fratello di Giovanni, confessò il proprio ruolo nell'omicidio del piccolo Giuseppe Di Matteo.
- Emanuele Brusca (1996), fratello di Giovanni ed Enzo.
- Vincenzo Chiodo (1996), confessò l'omicidio del piccolo Giuseppe Di Matteo.
- Giuseppe Monticciolo (1996), confessò l'omicidio del piccolo Giuseppe Di Matteo.
- Calogero Ganci (1996), confessò il proprio coinvolgimento nelle stragi dalla Chiesa, Chinnici, Falcone e in quella in cui furono uccisi i carabinieri Raiti, Franzolin, Di Barca e il loro autista Di Lavore.[68][69][70]
- Francesco Paolo Anzelmo (1996), cognato di Calogero Ganci, confessò il proprio coinvolgimento nelle stragi dalla Chiesa, Chinnici, Falcone e in quella in cui furono uccisi i carabinieri Raiti, Franzolin, Di Barca e il loro autista Di Lavore.[70]
- Francesco Onorato (1996), confessò di aver ucciso l'eurodeputato Salvo Lima e il poliziotto Emanuele Piazza.[71]
- Giovan Battista Ferrante (1996), confessò di aver preso parte alle stragi di Capaci e di via d'Amelio, nonché all'omicidio dell'eurodeputato Salvo Lima.
- Salvatore Cucuzza (1996), confessò l'omicidio del deputato comunista Pio La Torre, dell'agente penitenziario Antonino Burrafato, del maresciallo Vito Ievolella e dei carabinieri Raiti, Franzolin, Di Barca e del loro autista Di Lavore.[70][72][73][74]
- Francesco Di Carlo (1996), accusò diversi uomini politici di essere mafiosi[75] e fu uno dei testimoni-chiave del processo Dell'Utri[76]. Testimoniò anche nei processi Andreotti e Contrada.
- Angelo Siino (1996), collaborò all'operazione Trash del 1998 che portò in carcere politici, manager e imprenditori.[77][78][79] Testimoniò ai processi Andreotti e Contrada[80] e in quelli relativi alle stragi di Capaci e di via d'Amelio.[81]
- Antonio Patti (1996), di Marsala (TP), collaborò all'operazione Omega.[82][83]
- Vincenzo Sinacori (1996), di Mazara del Vallo (TP), collaborò all'operazione Omega.[82][83]
- Francesco Milazzo (1997), di Paceco (TP), confessò l'omicidio dell'agente penitenziario Giuseppe Montalto.[84]
- Pasquale Salemi (1998), di Porto Empedocle (AG), collaborò nell'operazione Akragas 1 contro le "famiglie" mafiose dell'agrigentino. Nel 2015 fu espulso dal programma di protezione.[85]
- Alfonso Falzone (1999), di Porto Empedocle (AG), collaborò nell'operazione Akragas 2 che portò in carcere gli assassini del maresciallo Giuliano Guazzelli e i sequestratori agrigentini del piccolo Giuseppe Di Matteo.[86]
- Gaetano Grado (1999), confessò la sua partecipazione alla strage di viale Lazio e in altri undici omicidi dagli anni '70 in poi[87][88]. Testimoniò al processo Dell'Utri[89] e in quello relativo alla scomparsa del giornalista Mauro De Mauro.[90]

## Anni 2000
- Calogero Pulci (2001), di Sommatino (CL), fu accusato di aver calunniato Bruno Contrada insieme ad un altro pentito[91] (ma fu assolto)[92] e rese dichiarazioni sulla strage di via d'Amelio, che determinarono la condanna all'ergastolo di un innocente e furono smentite nel 2009.[93]
- Nino Giuffrè (2002), di Caccamo (PA), testimoniò al processo Andreotti e fecero scalpore le sue accuse nei confronti di Dell'Utri e Berlusconi.[94]
- Ciro Vara (2002), di Vallelunga Pratameno (CL), confessò il suo ruolo nel sequestro del piccolo Giuseppe Di Matteo e in diversi omicidi nel nisseno[95][96].
- Giusy Vitale (2005), di Partinico (PA), sorella dei boss Vito e Leonardo, si è autoaccusata di aver ordinato un omicidio e consentì otto arresti con le sue dichiarazioni[97][98]. È stata la prima donna a diventare collaboratrice di giustizia[98]. È stata arrestata nel 2021 per traffico di droga e quindi espulsa dal programma di protezione.[99][100]
- Francesco Campanella (2005)
- Maurizio Di Gati (2006), di Racalmuto (AG), ha testimoniato nel processo Cuffaro[101] e in quello d'appello a carico di Dell'Utri[102] e ha fatto riaprire le indagini sull'omicidio del piccolo Stefano Pompeo[103].
- Francesco Franzese (2007), contribuì all'arresto di Salvatore e Sandro Lo Piccolo.[104]
- Gaspare Pulizzi (2008)[105]
- Gaspare Spatuzza (2008), contribuì a riaprire le indagini sulle stragi di Capaci e di via d'Amelio, nonché sulle stragi di Roma, Firenze e Milano del 1993.[106]
- Pietro Riggio (2009)[107], di Resuttano (CL), prima agente penitenziario e poi esattore del pizzo per conto della "famiglia" mafiosa di Caltanissetta, ha reso nuove dichiarazioni nel 2020 che hanno tirato in ballo personaggi dello Stato e della politica, le quali sono confluite nei processi d'appello Capaci-bis[108][109] e sulla trattativa Stato-mafia.[110]

## Anni 2010
- Carmelo Bisognano (2010), di Mazzarrà Sant'Andrea (ME), collaborò alle operazioni Gotha 1, 2, 3, 4, 5 e 6 che sgominarono per la prima volta la "famiglia" di Barcellona Pozzo di Gotto[111][112]. Nel 2016 è stato arrestato perché tornato a delinquere.[113]
- Manuel Pasta (2010), collaborò nell'operazione Paesan Blues.[114]
- Fabio Tranchina (2011), collaborò nelle nuove indagini sulla strage di via d'Amelio.[115]
- Stefano Lo Verso (2011), di Ficarazzi (PA)
- Santo La Causa, ha iniziato a collaborare con le autorità nel 2012, fornendo testimonianze cruciali in diversi casi antimafia, tra cui l'importante inchiesta "Iblis" sui legami tra criminalità organizzata, politica e economia. La sua collaborazione ha portato alla luce le dinamiche interne del clan mafioso Santapaola-Ercolano, comprese le rivalità con altri gruppi come il clan Cappello, e ha confermato la profonda influenza di Cosa Nostra nella vita pubblica, nelle celebrazioni religiose e nelle attività economiche.
- Sergio Flamia (2013), di Bagheria (PA)[116]
- Carmelo D'Amico (2014), fece luce su 45 omicidi commessi nella zona di Barcellona Pozzo di Gotto e diede il via all'operazione Gotha 7.[117][118]
- Vito Galatolo (2014)[119]
- Giuseppe Quaranta (2018), di Favara (AG)[120]
- Francesco Colletti (2018), di Villabate (PA)[121]
- Filippo Bisconti (2018), di Belmonte Mezzagno (PA)[121]

## Anni 2020
- Gaetano Fontana (2021)[122]
- Giovanni Ferrante (2021)[123]